# Sanguedo
Sanguedo é uma povoação portuguesa sede da Freguesia de Sanguedo do Município de Santa Maria da Feira, freguesia com 4,31 km² de área e 3474 habitantes (censo de 2021), tendo, por isso, uma densidade populacional de 806 hab./km².
É conhecida por ser a capital da Fórmula Roll.[carece de fontes?]

## Demografia
A população registada nos censos foi:
| Distribuição da População por Grupos Etários | Distribuição da População por Grupos Etários | Distribuição da População por Grupos Etários | Distribuição da População por Grupos Etários | Distribuição da População por Grupos Etários |
| -------------------------------------------- | -------------------------------------------- | -------------------------------------------- | -------------------------------------------- | -------------------------------------------- |
| Ano                                          | 0-14 Anos                                    | 15-24 Anos                                   | 25-64 Anos                                   | > 65 Anos                                    |
| 2001                                         | 687                                          | 569                                          | 1885                                         | 401                                          |
| 2011                                         | 654                                          | 470                                          | 1976                                         | 500                                          |
| 2021                                         | 490                                          | 388                                          | 1860                                         | 736                                          |

## História
Sanguedo tem origem antiga e é citada em velhos pergaminhos do ano 897, quando Gonsosinho e sua mulher Enderquina Pala aqui fundaram o já não existente mosteiro de S. Cristóvão junto à Igreja Matriz de Santa Eulália.
As gentes de Sanguedo vivem essencialmente da indústria e do comércio, sendo, nos dias de hoje, poucos os que trabalham os campos.
Terra conhecida por todos os cantos do mundo, onde labutam muitos sanguedenses, que muito ajudaram a desenvolver a freguesia ao transformarem velhas casas rurais em modernas vivendas.
Apesar de rejuvenescida, quem visita Sanguedo facilmente conclui que foi, e ainda é, uma terra de forte emigração, ao observar os casarões “abrasileirados”, muitas casas “afrancesadas” e as grandes vivendas “americanizadas”.
A tranquilidade social, o ar isento de poluição, a beleza do monte de S. Bartolomeu, a cor dos jardins e parques, a frescura do rio Uíma e a implementação da Zona Industrial, levou os nómadas trabalhadores das serras dos concelhos interiores de Arouca e Castelo de Paiva, a sedentarizarem-se em terras de Sanguedo, transformando, mais uma vez, o estilo de habitação – prédios de vários andares e casas pequenas surgiram para albergar estas gentes que aqui querem viver.
Consciente de uma tradição histórica que a honra e distingue desde a fase da ocupação romana, Sanguedo patenteia a sua ancestralidade nos mais antigos topónimos designativos - uilla e frigisia de Sanganeto – referidos, respectivamente, em documentação da nacionalidade e nas Ordenações Afonsinas de 1220.

## Património
- Capela de São Bartolomeu
- Cruzeiro paroquial
- Cruzes dos Passos
- Ponte sobre o Rio Uíma
- Trecho de calçada romana

## Equipamentos
A Igreja Paroquial, dedicada a Santa Eulália, contrasta com os modernos edifícios da Sede da Junta de Freguesia, onde funciona um Posto de Assistência e Serviço Médico-Social e a Biblioteca, mas sem o equilíbrio paisagístico pelo enquadramento das “escolas velhas ” e da Praça ao Eleito Local, tornado a área aprazível e agradável.
Dinâmica e intransigente  na forma como acompanha a evolução que os nossos tempos marcam, a freguesia de Sanguedo revigora as suas estruturas básicas e de bem estar, em função das necessidades crescentes de uma população que, quotidianamente, se vai tornando mais exigente na fruição deste tipo de bens.
O posto de assistência médica, o conjunto de escolas primárias e pré-primárias, o centro social de apoio à terceira idade e a biblioteca, entre outros, constituem, um conjunto de modernos e funcionais edifícios que, articulando-se entre si, convergem no sentido de dar resposta aos mais profundos anseios da população.

## Localização
Sanguedo, geograficamente localizada na zona norte do município, assume integralmente o seu posicionamento periférico, através da mais salutar convivência, quer com o vizinho Município de Vila Nova de Gaia, com o qual faz fronteira através da Freguesia de Sandim, quer com as suas congéneres municipais de Lobão, Vila Maior, Fiães e Argoncilhe.

## Economia
Detentora de uma vetusta fisionomia rural e laboriosa por tradição, a freguesia de Sanguedo foi, até há relativamente pouco tempo, um centro aglutinador de pequenas indústrias caseiras, às quais se sobrepõe, na actualidade, um conjunto diversificado de pequenas e médias estruturas empresariais, que emerge em função e por inerência das necessidades da vida moderna, destacando-se entre todas, a florescente indústria da construção civil.

## Associatividades
Embora em termos populacionais a freguesia de Sanguedo, seja das menos povoadas do concelho, pode dizer-se que a sua vivência sócio-cultural é das mais ricas. Alicerçada em colectividades que desempenham um papel fundamental nesta área, como acontece por exemplo com a dinâmica “Juventude de Sanguedo”, a pequena e pouco populosa freguesia pode orgulhar-se da vida associativa e cultural da sua população, que assim garante, de forma eficaz, a transmissão das tradições mais genuínas as gerações presentes e vindouras.

## Festas
- Festa em honra de São João (24 de junho)
- Festa em honra de São Bartolomeu - Padroeiro (24 de agosto)
- Festa em honra de Santa Eulália (13 de dezembro)
- Festa em honra de João Paulo no Pinhal de Sanguedo  (21 de janeiro)